# Dois Irmãos (minissérie)
Dois Irmãos é uma minissérie brasileira produzida pela TV Globo e exibida de 9 a 20 de janeiro de 2017.
Baseada no romance homônimo de Milton Hatoum, teve roteiro escrito por Maria Camargo e direção geral e artística de Luiz Fernando Carvalho. Marca a estreia do escritor Milton Hatoum na televisão e, segundo a editora Companhia das Letras, contribuiu para que as vendas do livro aumentassem cerca de 500%.
Faz parte do Projeto Quadrante, iniciado em 2007 com a exibição das minisséries A Pedra do Reino e Capitu, no ano seguinte, e que pretende levar a literatura brasileira para a TV. A minissérie foi considerada pela crítica como uma contribuição de qualidade para a televisão brasileira, graças ao estilo teatral e poético que o diretor Luiz Fernando Carvalho imprimiu na adaptação da história que se passa em Manaus.
Contou com Cauã Reymond/Matheus Abreu, Eliane Giardini/Juliana Paes, Antônio Fagundes/Antonio Calloni, Bruna Caram/Letícia Almeida, Sílvia Nobre/Zahy Guajajara e Irandhir Santos/Ryan Soares nos papéis principais.

## Produção
O diretor Luiz Fernando Carvalho iniciou os desenhos de produção e a busca por locações em Manaus e Belém em abril de 2013, ao mesmo tempo em que estava envolvido com a produção de Meu Pedacinho de Chão. As gravações foram realizadas entre os meses de fevereiro e junho de 2015, nos municípios de Itacoatiara, Iranduba, Manacapuru e Manaus. Teve direção de fotografia de Alexandre Fructuoso, figurinos de Thanara Schönardie, cenografia Danielly Ramos e Juliana Carneiro, produção de Arte de Marco Cortez e Myriam Mendes.
Contou com a participação especial do ator libanês Mounir Maasri, que também foi o responsável pela prosódia do elenco. Entre os atores revelados pela produção, estão Matheus Abreu (Omar e Yaqub na adolescência), a índia Zahy Guajajara (índia Domingas) e a cantora Bruna Caram (Rânia na fase adulta). Emílio Orciollo Netto e Ary Fontoura fizeram aula de canto para a minissérie, enquanto que Maria Fernanda Cândido teve de usar uma prótese nasal para ficar parecida com Carmem Verônica. A qualidade de atuação de todos os atores foi destacada pela críticas e também nas redes sociais, alcançando os Trending Topics mundial e Brasil durante toda a série: Eliane Giardini e Juliana Paes como Zana; Antonio Fagundes e Antonio Calloni como Halim; e Cauã Reymond e Matheus Abreu como os gêmeos Omar e Yaqub.
O trabalho de preparação de atores do diretor Luiz Fernando Carvalho resultou num método que foi registrado no livro “O processo de criação dos atores de Dois Irmãos”, do fotógrafo Leandro Pagliaro.

### Escolha do elenco
Wagner Moura foi convidado para interpretar os gêmeos Omar e Yaqub, porém o ator estava se preparando para estrelar a série internacional Narcos, recusando o papel, que passou para Cauã Reymond. Letícia Sabatella foi convidada para interpretar Rânia, porém a atriz estava ocupada com a peça teatral Trágica 3 e Bruna Caram ficou com a personagem. Juliana Paes foi cogitada para interpretar Lívia, porém a atriz foi considerada velha demais para a personagem, sendo remanejada para o papel de Zana na primeira fase. Após um teste com outras dez atrizes, Bárbara Evans ficou com a personagem. Uma das prioridades da produção era que o papel de Domingas fosse interpretado por uma índia de verdade. Silvia Nobre, nascida no Parque Indígena do Tumucumaque, Amapá, que fala fluentemente o tupi-guarani e atuou em outras produções, foi escolhida para o papel.
Vivianne Pasmanter, que teve uma atuação elogiada por Milton Hatoum, ao viver a índia Domingas no teatro em 2008, foi convidada na minissérie para uma participação especial como Irmã Damasceno, religiosa que recolhe e negocia a índia Domingas (seu papel no teatro) ainda criança, para adoção.

## Enredo
A história gira em torno de dois irmãos gêmeos idênticos, Omar e Yaqub, que têm personalidades conflitantes desde pequenos, e suas relações com a mãe (Zana), o pai (Halim) e a irmã (Rânia). Moram na casa da família a empregada Domingas e seu filho, Nael. O menino é quem narra, após trinta anos, os dramas que testemunhou calado. Do seu canto, ele vê entes da família de origem libanesa terem desejos incestuosos e se entregarem à vingança, à paixão desmesurada, em uma Manaus em transformação.
Ambientada em Manaus, entre as décadas de 1920 e 1980, a trama narra a trajetória de uma família libanesa, através de Nael, filho da índia Domingas, focando na relação conflituosa dos gêmeos Omar e Yaqub. Halim é apaixonado por Zana, mas por medo de deixar de ter momentos felizes com a amada, tem dificuldade em querer ter filhos, ao contrário da esposa, que almeja ao menos três. O nascimento dos gêmeos muda a relação familiar, em razão da mãe ter uma predileção pelo filho mais novo, Omar, quando este nasce com problemas respiratórios. Algum tempo depois, nasce Rânia, que virá comandar os negócios da família, mas vive à sombra dos irmãos. Os conflitos entre os gêmeos se acentuam com a chegada de Lívia, que os atrai, fazendo com que Omar corte o rosto do irmão, ao flagrar Yaqub beijando a moça. Halim decide enviar os irmãos ao Líbano, em meio a Segunda Guerra Mundial, mas ao chegar no porto, Zana não consegue soltar a mão de Omar, por quem adquiriu um amor desmedido, sendo que Yaqub viaja sozinho. Dez anos se passam e a volta de Yaqub, cheio de mágoas e rancor, traz consequências inimagináveis para a família. Além disso, o retorno de Lívia também coloca os irmãos em conflito novamente.

## Exibição
As filmagens foram realizadas em 2015, mas a pedido da TV Globo, o diretor Luiz Fernando Carvalho assumiu as gravações da novela Velho Chico antes de terminar a edição de Dois Irmãos, que foi exibida em janeiro de 2017. Antes da exibição na TV, capítulos da trama foram disponibilizados na internet, na plataforma Globoplay..

## Elenco
| Intérprete             | Intérprete             | Intérprete         | Personagem           |
| Fase 1                 | Fase 2                 | Fase 3             | Personagem           |
| ---------------------- | ---------------------- | ------------------ | -------------------- |
| Enrico Rocha           | Matheus Abreu          | Cauã Reymond       | Omar Rahal           |
| Lorenzo Rocha          | Matheus Abreu          | Cauã Reymond       | Yaqub Rahal          |
| Gabriella Mustafá      | Juliana Paes           | Eliane Giardini    | Zana Rahal           |
| Bruno Anacleto         | Antônio Calloni        | Antônio Fagundes   | Halim Rahal          |
| Raphaela Miguel        | Letícia Almeida        | Bruna Caram        | Rânia Rahal          |
| Sandra Paramirim       | Zahy Guajajara         | Silvia Nobre       | Domingas             |
| Theo Kasper            | Ryan Soares            | Irandhir Santos    | Nael                 |
| Monique Bourscheid     | —                      | Bárbara Evans      | Lívia                |
| Emílio Orciollo Netto  | Emílio Orciollo Netto  | Ary Fontoura       | Abelardo Reinoso     |
| Maria Fernanda Cândido | Maria Fernanda Cândido | Carmem Verônica    | Estelita Reinoso     |
| Mariana Nolasco        | Yasmin Garcez          | Victória Blat      | Nahda                |
| Sura Zakia             | Giulia Nadruz          | Mabel Cezar        | Zahia                |
| Munir Kanaan           | Munir Kanaan           | Isaac Bardavid     | Abbas                |
| Sammer Othman          | Sammer Othman          | Jitman Vibranovski | Cid Tannus           |
| Zeferino Kuaray        | Zeferino Kuaray        | Júlio Adrião       | Adamor Perna de Sapo |
| Sami Bordokan          | Sami Bordokan          | Sami Bordokan      | Talib                |
| Vivianne Pasmanter     | —                      | —                  | Irmã Damasceno       |
| Giovana Cordeiro       | —                      | —                  | Celeste              |
| Adryano Matianellu     | —                      | —                  | Raoni                |
| Mounir Maasri          | —                      | —                  | Galib                |
| —                      | —                      | Michel Melamed     | Antenor Laval        |
| —                      | —                      | Juan Alba          | Rochiram             |
| —                      | —                      | Bárbara Reis       | Maia                 |
| —                      | —                      | Camila Silva       | Pau Mulato           |

## Audiência
| Data de transmissão | SEG  | TER  | QUA  | QUI  | SEX  |
| ------------------- | ---- | ---- | ---- | ---- | ---- |
| 9/01 a 13/01/2017   | 21,5 | 19,8 | 20,8 | 22,1 | 19,0 |
| 16/01 a 20/01/2017  | 20,8 | 22,0 | 21,1 | 20,4 | 20,9 |

- Em 2017, cada ponto representa 70.500 domicílios em São Paulo.

## Recepção
"Dois Irmãos, sua mais recente obra, transcriação para o audiovisual, a partir do roteiro de Maria Camargo, do romance homônimo de Milton Hatoum, pode ser desde já compreendida como uma arqueologia da memória, das ruínas, dos vestígios de palavras e imagens, sonhos e promessas, que se acumularam ao longo do século 20 no Brasil"

— Ilana Feldman, pesquisadora, Revista Bravo
Pontos relevantes de inovação da linguagem de Luiz Fernando Carvalho foram destacados pela crítica: a relação entre literatura e a transposição em imagens, fotografia, enquadramentos, linguagem poética e trilha sonora, que incluiu hits de várias décadas para contextualizar o período em que se passava a minissérie. Além disso, o diretor inaugurou, na TV, o diálogo entre as cenas de ficção e imagens de arquivo da História do Brasil como narrativa memorialista e social, com a pesquisa de material histórico de Raquel Couto.
De acordo com o crítico Maurício Stycer, em artigo publicado na Folha de S.Paulo sobre os investimentos do Netflix no Brasil, a minissérie teve uma qualidade espantosa para quem tem acesso apenas à TV aberta no Brasil.
Henrique Haddefinir, em sua crítica para o Omelete publicou um comentário neutro, elogiando o visual, a direção e o elenco da minissérie, mas criticando o roteiro: "A fotografia é ostensivamente marcada, afetada, e busca significados em absolutamente todos os ângulos. (...) A atuação de Juliana Paes é impressionante, inegavelmente. Todo o elenco é nivelado para cima, como não poderia deixar de ser numa produção de Luiz Fernando Carvalho. (...) A evolução das minisséries globais (...) têm ido numa direção bastante parecida. Debruçam-se em uma identidade visual muito forte e negligenciam premeditadamente o roteiro, porque subentende-se que belo e bom estão vibrando numa mesma onda."
Para Luiz Zanin, a minissérie falou sobre o Brasil e sua utopia frustrada de nação multiétnica, sensual e feliz: "Um fino biscoito oferecido ao público, e que vai deixar saudades".
O crítico Carlos Alberto de Mattos escreveu que foi visto em Dois Irmãos "não um espelho realista, mas uma representação exuberante, uma saga mítica, uma obra de arte".
A minissérie recebeu dois prêmios no Troféu APCA: Melhor Diretor para Luiz Fernando Carvalho e Melhor Atriz para Juliana Paes, por seu trabalho também no mesmo ano pela novela A Força do Querer.

## Prêmios e indicações
| Ano  | Prêmio          | Categoria         | Indicação              | Resultado | Ref    |
| ---- | --------------- | ----------------- | ---------------------- | --------- | ------ |
| 2017 | Troféu APCA     | Melhor Série      | Maria Camargo          | Indicado  |        |
| 2017 | Troféu APCA     | Melhor Diretor    | Luiz Fernando Carvalho | Venceu    | [ 78 ] |
| 2017 | Troféu APCA     | Melhor Atriz      | Juliana Paes           | Venceu    | [ 79 ] |
| 2017 | Prêmio Contigo! | Melhor Série      | Maria Camargo          | Indicado  | [ 80 ] |
| 2017 | Prêmio Contigo! | Melhor Atriz      | Eliane Giardini        | Indicado  |        |
| 2017 | Prêmio Contigo! | Melhor Ator       | Cauã Reymond           | Venceu    |        |
| 2017 | Prêmio F5       | Melhor Minissérie | Maria Camargo          | Indicado  |        |
| 2017 | Prêmio F5       | Melhor Ator       | Cauã Reymond           | Venceu    | [ 81 ] |